# Burgstall Moschendorf
Der Burgstall Moschendorf bezeichnet eine abgegangene mittelalterliche Höhenburg auf 400 m ü. NHN etwa 50 Meter östlich von Moschendorf, einem Gemeindeteil der Marktgemeinde Gößweinstein im Landkreis Forchheim in Bayern.
Als Besitzer der 1464 erwähnten Burg werden die Herren von Rabenstein und die Herren von Groß genannt. Die Burg wurde 1525 im Zuge des Bauernkrieges zerstört.
Von der ehemaligen Burganlage sind noch geringe Mauerreste und der Halsgraben erhalten.